# برايان ديكسون (قاضي)
برايان ديكسون هو قاضي كندي، ولد في 25 مايو 1916 في يوركتن في كندا، وتوفي في 17 أكتوبر 1998 في أوتاوا في كندا.